# 詹劍崙
詹劍崙，香港政治人物，是巴布亞新畿內亞駐港名譽領事，亦是前立法會議員詹培忠之子。詹劍崙曾參加2016年金融服務界功能界別立法會選舉，但以111票之差不敵經民聯成員張華峰，未能當選。